# Unione Sportiva Cremonese 1963-1964
Questa pagina raccoglie le informazioni riguardanti l'Unione Sportiva Cremonese nelle competizioni ufficiali della stagione 1963-1964.

## Stagione
Nella stagione 1963-1964 la Cremonese ha disputato il campionato di Serie C, girone A, classificandosi al sesto posto con 33 punti, nel campionato che ha visto promosso in Serie B e dominare il torneo la Reggiana e retrocessi Pordenone e Saronno. Cambio sulla panchina cremonese, il nuovo Mister è Sergio Realini un allievo di Nereo Rocco. Unici colpi di mercato l'arrivo dell'attaccante Giorgio Romagna dagli svizzeri del Bellinzona che realizzerà sette reti in campionato, e l'ala Gianni Comini dal Mantova. In rampa di lancio il giovane talento Erminio Favalli fratello più giovane di Armanno. La squadra disputa un onorevole campionato, all'inizio del girone di ritorno era terz'ultima, poi dieci risultati utili consecutivi gli hanno permesso di risalire la classifica fino al sesto posto.

## Rosa
| N. |                   | Ruolo | Calciatore          |
| -- | ----------------- | ----- | ------------------- |
|    | Italia (bandiera) | C     | Luigi Bartolomei    |
|    | Italia (bandiera) | C     | Costantino Belloni  |
|    | Italia (bandiera) | P     | Claudio Bottoni     |
|    | Italia (bandiera) | D     | Gilberto Ceron      |
|    | Italia (bandiera) | A     | Gianni Comini       |
|    | Italia (bandiera) | D     | Pier Luigi Del Bene |
|    | Italia (bandiera) | A     | Sergio Dossena      |
|    | Italia (bandiera) | C     | Erminio Favalli     |
|    | Italia (bandiera) | D     | Enrico Mizzi        |
|    | Italia (bandiera) | C     | Battista Pasinelli  |

| N. |                   | Ruolo | Calciatore        |
| -- | ----------------- | ----- | ----------------- |
|    | Italia (bandiera) | C     | Franco Ravani     |
|    | Italia (bandiera) | C     | Giuseppe Redaelli |
|    | Italia (bandiera) | A     | Giorgio Romagna   |
|    | Italia (bandiera) | C     | Franco Rossini    |
|    | Italia (bandiera) | C     | Renato Ruggeri    |
|    | Italia (bandiera) | C     | Luciano Spinelli  |
|    | Italia (bandiera) | C     | Roberto Stucchi   |
|    | Italia (bandiera) | C     | Vittorio Taddia   |
|    | Italia (bandiera) | A     | Attilio Tassi     |
|    | Italia (bandiera) | D     | Franco Tumiati    |

## Risultati

### Girone di andata
| Solbiate Arno 22 settembre 1963 1ª giornata | Solbiatese    | 0 – 0 | Cremonese | Stadio Felice Chinetti\| Arbitro: \| Helzel (Pisa) \| |
| Arbitro:                                    | Helzel (Pisa) |       |           |                                                       |

| Arbitro: | Rostagno (Torino) |

|                        |           |  |
| Comini 30’ Stucchi 90’ | Marcatori |  |

| Arbitro: | Picasso (Chiavari) |

|                |           |                         |
| Invernizzi 48’ | Marcatori | 24’ Romagna 85’ Rossini |

| Arbitro: | Marchiori (Padova) |

|  |           |              |
|  | Marcatori | 45’ Dappiano |

| Arbitro: | Litteri (Trieste) |

|  |           |                                |
|  | Marcatori | 64’ (aut.) Corazza 80’ Romagna |

| Arbitro: | Accomazzo (Vercelli) |

|  |           |               |
|  | Marcatori | 20’ Ciclitira |

| Arbitro: | Olivati (Genova) |

|              |           |  |
| Mascetti 66’ | Marcatori |  |

| Arbitro: | Gonella (Asti) |

|           |           |                 |
| Betti 76’ | Marcatori | 60’, 73’ Comini |

| Arbitro: | Ghetti (Modena) |

|             |           |            |
| Stucchi 36’ | Marcatori | 74’ Brenna |

| Arbitro: | Mariotti (Firenze) |

|             |           |  |
| Tedesco 85’ | Marcatori |  |

| Cremona 1º dicembre 1963 11ª giornata | Cremonese              | 0 – 0 | Reggiana | Stadio Giovanni Zini\| Arbitro: \| Gandiolo (Alessandria) \| |
| Arbitro:                              | Gandiolo (Alessandria) |       |          |                                                              |

| Arbitro: | Donato (Civitavecchia) |

|            |           |  |
| Duvina 39’ | Marcatori |  |

| Arbitro: | Dal Prato (Nogara) |

|           |           |  |
| Tassi 46’ | Marcatori |  |

| Arbitro: | Ghirardello (Merano) |

|                  |           |  |
| Brigo 72’ (rig.) | Marcatori |  |

| Arbitro: | Minghetti (Roma) |

|  |           |                        |
|  | Marcatori | 27’ D'Andrea 90’ Urban |

| Arbitro: | Lo Giudice (Torino) |

|  |           |                            |
|  | Marcatori | aut.’ De Rossi 73’ Dossena |

| Arbitro: | Frullini (Firenze) |

|  |           |             |
|  | Marcatori | 38’ Mentani |

### Girone di ritorno
| Arbitro: | Bonfanti (Carnate) |

|             |           |  |
| Romagna 87’ | Marcatori |  |

| Arbitro: | Zazzetta (San Benedetto del Tronto) |

|             |           |  |
| Cimetta 22’ | Marcatori |  |

| Arbitro: | Cantelli (Firenze) |

|           |           |           |
| Tassi 24’ | Marcatori | 88’ Silva |

| Arbitro: | Rostagno (Torino) |

|                         |           |  |
| Dappiano 33’ Broggi 54’ | Marcatori |  |

| Arbitro: | Anzellotti (Chieti) |

|                                                     |           |                                   |
| Comini 22’, 65’, 68’ Stucchi 60’ (rig.) Dossena 71’ | Marcatori | 55’ Bonfanti 78’ Calegari 89’ Cei |

| Arbitro: | Picasso (Chiavari) |

|  |           |             |
|  | Marcatori | 65’ Dossena |

| Arbitro: | Torre (Voghera) |

|             |           |                |
| Romagna 79’ | Marcatori | 73’ Giacomucci |

| Cremona 15 marzo 1964 25ª giornata | Cremonese                         | 0 – 0 | Pordenone | Stadio Giovanni Zini\| Arbitro: \| Fogliamanzillo (Torre Annunziata) \| |
| Arbitro:                           | Fogliamanzillo (Torre Annunziata) |       |           |                                                                         |

| Arbitro: | Pignatta (Torino) |

|                 |           |                         |
| Carelli 7’, 55’ | Marcatori | 19’ Dossena 83’ Romagna |

| Cremona 29 marzo 1964 27ª giornata | Cremonese                  | 0 – 0 | Mestrina | Stadio Giovanni Zini\| Arbitro: \| Caldei (Città di Castello) \| |
| Arbitro:                           | Caldei (Città di Castello) |       |          |                                                                  |

| Reggio Emilia 5 aprile 1964 28ª giornata | Reggiana          | 0 – 0 | Cremonese | Stadio Mirabello\| Arbitro: \| D'Auria (Salerno) \| |
| Arbitro:                                 | D'Auria (Salerno) |       |           |                                                     |

| Arbitro: | Canova (Bologna) |

|                        |           |  |
| Tassi 42’ Spinelli 75’ | Marcatori |  |

| Saronno 19 aprile 1964 30ª giornata | Saronno         | 0 – 0 | Cremonese | Stadio Emilio Colombo-Gaetano Gianetti\| Arbitro: \| Nencioni (Roma) \| |
| Arbitro:                            | Nencioni (Roma) |       |           |                                                                         |

| Cremona 3 maggio 1964 31ª giornata | Cremonese         | 0 – 0 | Biellese | Stadio Giovanni Zini\| Arbitro: \| Gratton (Vicenza) \| |
| Arbitro:                           | Gratton (Vicenza) |       |          |                                                         |

| Arbitro: | Simoncini (La Spezia) |

|                         |           |                    |
| Frazzetto 53’ Urban 73’ | Marcatori | 76’ (rig.) Stucchi |

| Arbitro: | Caputo (Molfetta) |

|                                     |           |                    |
| Stucchi 54’ (rig.) Romagna 72’, 84’ | Marcatori | 86’ (rig.) Zamboni |

| Arbitro: | Helzel (Pisa) |

|             |           |  |
| Bramati 73’ | Marcatori |  |